# Casa Matriz del Banco Popular de Uruguay
La Casa Matriz del Banco de Popular es el nombre que se le otorga al edificio que alberga al Ministerio de Vivienda y Ordenamiento Territorial de la República Oriental del Uruguay. El mismo se encuentra en la Ciudad Vieja de Montevideo.

## Construcción

Banco Popular

En 1904 el Banco Popular de Uruguay, una institución bancaria que había sido creada en 1902 por Pedro Fácio, le encomienda al arquitecto catalán Cayetano Buigas la construcción de un edificio para albergar la casa matriz de dicha institución bancaria. El edificio finalmente es inaugurado en 1907, y en 1910 se amplia. El edificio con llamativas ornamentaciones y está inspirado por el modernismo catalán.
En los años noventa, el inmueble es adquirido por el Estado uruguayo para albergar a las oficinas del entonces Ministerio de Vivienda, Ordenamiento Territorial y Medio Ambiente .